# Paegan Terrorism Tactics
Paegan Terrorism Tactics è il secondo e ultimo album della band metal Acid Bath, pubblicato il 12 novembre 1996 per la Rotten Records.

## Il disco
L'album, seppur conservando violente sonorità sludge metal, si presenta con melodie più orecchiabili e una maggiore fusione fra ballad e pezzi veloci. La copertina, anch'essa disegnata come quella dell'album precedente, è dipinta dal famoso e controverso dottore Jack Kevorkian.
L'album fu scritto dalla band mentre era in tour, ed è la loro ultima pubblicazione prima della morte del bassista in un incidente d'auto con la sua famiglia, che ha sancito il loro scioglimento.

## Tracce
1. Paegan Love Song – 5:40
2. Bleed Me an Ocean – 6:15
3. Graveflower – 6:07
4. Diäb Soulé – 4:34 (testo: Riggs, Duet)
5. Locust Spawning – 4:40
6. Old Skin – 1:11
7. New Death Sensation – 6:44
8. Venus Blue – 4:42
9. 13 Fingers – 4:10
10. New Corpse – 3:22
11. Dead Girl (il brano dura 7:23; hidden track "The Beautiful Downgrade" inizia a 22:29) – 24:08

## Formazione
- Dax Riggs - voce
- Mike Sanchez - chitarra
- Sammy "Pierre" Duet - chitarra
- Audie Pitre - basso
- Jimmy Kyle - batteria